# 吉富庄祐
吉富 庄祐（よしとみ しょうすけ、1882年〈明治15年〉4月19日 - 1943年〈昭和18年〉9月11日）は、大日本帝国陸軍軍人。最終階級は陸軍中将。

## 経歴
山口県出身。1902年（明治35年）陸軍士官学校第14期卒業。翌年6月、陸軍歩兵少尉に任官する。1909年（明治42年）12月、陸軍大学校に入校し、1912年（大正元年）11月、陸軍大学校第24期卒業。
1921年（大正10年）7月、参謀本部部員となり、1924年（大正13年）7月、陸軍歩兵大佐に進み、歩兵第7連隊長を発令される。陸軍歩兵学校附、第20師団参謀長を経て、1929年（昭和4年）12月、兵器本廠附となり、陸軍少将に進級する。その後、歩兵第32旅団長、第2師団司令部附を経て、1934年（昭和9年）8月、陸軍中将に進級と同時に待命、翌月予備役に編入した。

## 親族
- 義弟：石川源二（逓信局技師）[5]

## 栄典
勲章等
- 1940年（昭和15年）8月15日 - 紀元二千六百年祝典記念章[6]